# Aluminijev natrijev dihidroksikarbonat
Aluminijev natrijev dihidroksikarbonat antacidno je sredstvo koje neutralizira kiselinu u želucu, ima zaštitno djelovanje na mukoznu stijenku želuca te sprečava stvaranje lezija i erozije izazvanih nadražujućim sredstvima. Antacidno djelovanje nastupa vrlo brzo nakon primjene i traje 2-3 sata. Dugotrajnom primjenom može doći do pojave opstipacije i hipofosfatinemije radi stvaranja netopljivog kompleksa fosfata i aluminija, uz pojavu gubitka tjelesne težine, gubitka apetita